# Achimenes mexicana
Achimenes mexicana är en tvåhjärtbladig växtart som först beskrevs av Berthold Carl Seemann, och fick sitt nu gällande namn av George Bentham, Joseph Dalton Hooker och Karl Fritsch. Achimenes mexicana ingår i släktet Achimenes och familjen Gesneriaceae. Inga underarter finns listade i Catalogue of Life.